# Liste der Bodendenkmale in Scheeßel
In der Liste der Bodendenkmale in Scheeßel sind alle Bodendenkmale der niedersächsischen Gemeinde Scheeßel aufgelistet. Die Quelle ist der Denkmalatlas Niedersachsen. 
Der Stand der Liste ist der 28. November 2024.
Allgemein

Scheeßel im Landkreis Rotenburg (Wümme)

In den Spalten finden sich folgende Informationen des Bodendenkmales:
Lagegeographische Koordinaten
BezeichnungBezeichnung lt. Denkmalatlas
BeschreibungBeschreibung lt. Denkmalatlas
IDObjekt-ID
BildBild, ggf. zusätzlich mit Link zu weiteren Fotos im Medienarchiv Wikimedia Commons.

## Bartelsdorf
| Lage                       | Bezeichnung               | Beschreibung | ID       | Bild |
| -------------------------- | ------------------------- | --- | -------- | ---- |
| 53° 6′ 49″ N, 9° 28′ 38″ O | Bartelsdorf 10, Grabhügel | Durchmesser ca. 20 m und Höhe ca. 1 m, flach gewölbte Kuppe, Rand fließend auslaufend und besonders im Westen in abfallendes Gelände übergehend.                                                                         | 28905034 | BW   |
| 53° 8′ 24″ N, 9° 29′ 51″ O | Bartelsdorf 14, Grabhügel | Durchmesser ca. 13 m und Höhe ca. 0,6 m, schwach gewölbt, sanft auslaufender Rand. | 28905032 | BW   |
| 53° 8′ 24″ N, 9° 29′ 52″ O | Bartelsdorf 15, Grabhügel | Durchmesser ca. 13 m und Höhe ca. 0,6 m, schwach gewölbt, sanft auslaufender Rand. | 28905033 | BW   |
| 53° 8′ 24″ N, 9° 29′ 54″ O | Bartelsdorf 16, Grabhügel | Durchmesser ca. 15 m und Höhe ca. 0,6 m, rundlich, mäßig gewölbt, nur sehr schwach erkennbar mit auslaufendem Rand. Eintiefung durch herausgerissenen Steinkranz; Nordseite erheblich gestört.                           | 28905019 | BW   |
| 53° 8′ 23″ N, 9° 29′ 54″ O | Bartelsdorf 17, Grabhügel | Durchmesser ca. 15 m und Höhe ca. 0,9 m, rund, abgesetzter Rand, im Süden auslaufend. Im Zentrum alter Einschnitt. | 28905020 | BW   |
| 53° 8′ 24″ N, 9° 29′ 56″ O | Bartelsdorf 18, Grabhügel | Durchmesser ca. 15 m und Höhe ca. 0,6 m, schwach gewölbt mit stark auslaufenden Rändern. Vom Nordwest-Rand zum Zentrum eine flache Einschürfung. Am Südost-Rand grenzt eine 2 × 3 m große und 1 m tiefe Grube direkt an. | 28905021 | BW   |
| 53° 8′ 24″ N, 9° 29′ 59″ O | Bartelsdorf 19, Grabhügel | Durchmesser ca. 14 m und Höhe ca. 0,6 m, flach gewölbt mit auslaufendem Rand. | 28904905 | BW   |
| 53° 6′ 49″ N, 9° 28′ 41″ O | Bartelsdorf 28, Grabhügel | Durchmesser ca. 20 m und Höhe ca. 0,9 m, schwach abgesetzter Rand und flach gewölbte Kuppe. | 28905022 | BW   |
| 53° 6′ 43″ N, 9° 28′ 34″ O | Bartelsdorf 34, Grabhügel | Durchmesser ca. 14,4 m und Höhe ca. 0,85 m, rund, mit auslaufendem Rand, gleichmäßig gewölbt. Leichte Störung durch Kaninchenbauten.                                                                                     | 28904915 | BW   |

## Jeersdorf
| Lage                       | Bezeichnung             | Beschreibung | ID       | Bild |
| -------------------------- | ----------------------- | --- | -------- | ---- |
| 53° 9′ 51″ N, 9° 26′ 46″ O | Jeersdorf 25, Grabhügel | Durchmesser ca. 18 m und Höhe ca. 0,3 m. Rundlich, flach gewölbt mit auslaufendem Rand, Kuppe abgeflacht.         | 28908786 | BW   |
| 53° 9′ 51″ N, 9° 26′ 47″ O | Jeersdorf 26, Grabhügel | Durchmesser ca. 8,7 m und Höhe ca. 0,3 m. Rund, flach gewölbt mit auslaufendem Rand.                              | 28908787 | BW   |
| 53° 9′ 52″ N, 9° 26′ 45″ O | Jeersdorf 27, Grabhügel | Durchmesser ca. 19 m und Höhe ca. 1,2 m. Rund, gewölbt mit deutlich abgesetztem Rand. Störung im Südwest-Bereich. | 28908788 | BW   |

## Ostervesede
| Lage                       | Bezeichnung               | Beschreibung | ID       | Bild |
| -------------------------- | ------------------------- | --- | -------- | ---- |
| 53° 9′ 37″ N, 9° 34′ 6″ O  | Ostervesede 3, Grabhügel  | Durchmesser ca. 8,5 m und Höhe ca. 0,6 m. 2012 von der Gemeinde Ostervesede im Rahmen einer Flurbereinigung restauriert, von Steinkranz mit großen Findlingen umgeben. Reste des größeren Originalhügels noch schwach erkennbar: Dm. 16 m, H. 0,6 m; flach gewölbt mit allmählich auslaufendem Rand. Im Westen durch einen Weg angeschnitten. Von der Gemeinde wurde eine Informationstafel aufgestellt. | 28920980 | BW   |
| 53° 9′ 37″ N, 9° 34′ 13″ O | Ostervesede 4, Grabhügel  | Sehr stark verflacht; H. etwa 0,4 m, Dm 11 × 7 m (Ost-West - Nord-Süd), Südseite durch Wall begrenzt und durch Weg angeschnitten. | 28920981 | BW   |
| 53° 9′ 50″ N, 9° 34′ 54″ O | Ostervesede 15, Grabhügel | Durchmesser ca. 17 m und Höhe ca. 1,1 m. Rundlich. Gewölbt mit auslaufendem Rand im Norden und Süden. Mulden im Zentrum und am Nord-Rand. | 28920963 | BW   |
| 53° 9′ 50″ N, 9° 34′ 51″ O | Ostervesede 16, Grabhügel | Durchmesser ca. 17 – 18 m und Höhe ca. 1,2 m. Rund. Gewölbt mit abgesetztem Rand. | 28920964 | BW   |
| 53° 9′ 49″ N, 9° 34′ 50″ O | Ostervesede 44, Grabhügel | Durchmesser ca. 18 – 19 m und Höhe ca. 0,6 m. Rundlich. Gewölbt mit abgeplatteter Kuppe. Auf West-Seite verflacht, an Ost-Seite Rand abgesetzt, sonst auslaufend. Am West-Rand zwei freiliegende große Findlinge. | 28920854 | BW   |
| 53° 9′ 51″ N, 9° 34′ 56″ O | Ostervesede 43, Grabhügel | Durchmesser ca. 14 – 15 m und Höhe ca. 0,8 m. Rundlich. Süd- und Ost-Rand deutlich abgesetzt. Im Zentrum eine muldenförmige Eintiefung von 1,2 × 1 × 0,4 m. Ost-Rand angepflügt. | 28920975 | BW   |

## Scheeßel
| Lage                        | Bezeichnung            | Beschreibung | ID       | Bild |
| --------------------------- | ---------------------- | --- | -------- | ---- |
| 53° 11′ 3″ N, 9° 29′ 6″ O   | Scheeßel 1, Wall       | Landwehrartiger Wall 4 – 8 m breit und erhaltene Höhe 1 m. An zwei Stellen 15 m breite Durchlässe. Auf dem Wall teilweise ein Wanderweg. Wahrscheinlich Sicherung oder Absperrung des Wümmeüberganges, die vermutlich im Mittelalter beiderseits der Straße im Bereich der Helvesieker Brücke angelegt.                                                                             | 28921213 | BW   |
| 53° 11′ 6″ N, 9° 29′ 16″ O  | Scheeßel 1, Wall       | | 36996044 | BW   |
| 53° 9′ 36″ N, 9° 28′ 34″ O  | Scheeßel 11, Grabhügel | Durchmesser ca. 11,5 m und Höhe ca. 0,8 m. Rund, deutlich abgesetzter Rand. Ost-Rand angepflügt. Eingewachsener Granitstein, Dm.ca. 0,6 m. 1986 durch die Kreisarchäologie restauriert. Informationstafel vorhanden. | 28921095 | BW   |
| 53° 9′ 33″ N, 9° 28′ 28″ O  | Scheeßel 12, Grabhügel | Durchmesser ca. 12 m und Höhe ca. 1,1 m. 1986 restauriert. | 28921096 | BW   |
| 53° 9′ 8″ N, 9° 30′ 51″ O   | Scheeßel 27, Grabhügel | Durchmesser ca. 14 m und Höhe ca. 0,4 m. Länglich-oval mit auslaufendem Rand. An den Rändern Tierbaue. | 28921350 | BW   |
| 53° 9′ 9″ N, 9° 30′ 49″ O   | Scheeßel 28, Grabhügel | Durchmesser ca. 12 m und Höhe ca. 0,4 m. Schwach gewölbt; rundlich mit auslaufendem Rand. Tierbaue. | 28921351 | BW   |
| 53° 9′ 9″ N, 9° 30′ 49″ O   | Scheeßel 29, Grabhügel | Durchmesser ca. 15 m und Höhe ca. 0,6 m. Rund; Rand deutlich abgesetzt. Im Zentrum eine kaum mehr sichtbare Eingrabung. | 28921101 | BW   |
| 53° 11′ 10″ N, 9° 29′ 48″ O | Scheeßel 37, Grabhügel | Durchmesser ca. 15 m und Höhe ca. 0,8 m. Rund, flach gewölbt mit auslaufenden Rändern. | 28921206 | BW   |
| 53° 11′ 11″ N, 9° 29′ 50″ O | Scheeßel 38, Grabhügel | Durchmesser ca. 12 m und Höhe ca. 0,5 m. Rund, gut gewölbt mit auslaufenden Rändern. Vor 1960 wurde beim Setzen eines Mastes im Hügelzentrum eine Steinsetzung angegraben. | 28921089 | BW   |
| 53° 11′ 10″ N, 9° 29′ 47″ O | Scheeßel 39, Grabhügel | Durchmesser ca. 18 m und Höhe ca. 1,5 m. Rund, gleichmäßig gewölbt mit deutlich abgesetztem Rand. Nord-Ost-Seite und Südwest-Seite gestört, sonst in gutem Zustand. | 28921090 | BW   |
| 53° 11′ 11″ N, 9° 29′ 46″ O | Scheeßel 40, Grabhügel | Durchmesser ca. 8 m und Höhe ca. 0,3 m. Leichte, kaum abgesetzte Erhebung. Etwas zerfurcht; nordöstliche Hälfte gestört. | 28921091 | BW   |
| 53° 11′ 23″ N, 9° 30′ 20″ O | Scheeßel 50, Grabhügel | Durchmesser ca. 15 m und Höhe ca. 1 m. Oberfläche abgeflacht; Rand abgesetzt. | 28921210 | BW   |
| 53° 11′ 24″ N, 9° 30′ 19″ O | Scheeßel 51, Grabhügel | Durchmesser ca. 15 m und Höhe ca. 1 m. Oberfläche abgeflacht. Rand abgesetzt. | 28921211 | BW   |
| 53° 11′ 25″ N, 9° 30′ 18″ O | Scheeßel 52, Grabhügel | Durchmesser ca. 15 m und Höhe ca. 0,5 m. Westlicher Rand in natürlichen Hang übergehend. Rand sonst allmählich auslaufend. Im Zentrum flache Eindellungen. | 28921212 | BW   |
| 53° 11′ 25″ N, 9° 30′ 19″ O | Scheeßel 53, Grabhügel | Durchmesser ca. 9 m und Höhe ca. 0,8 m. Ebenmäßig gewölbt. Rand allmählich auslaufend. | 28921098 | BW   |
| 53° 11′ 4″ N, 9° 29′ 35″ O  | Scheeßel 58, Grabhügel | Durchmesser ca. 12 m und Höhe ca. 0,4 m. Rund, flach gewölbt mit auslaufendem Rand. Im Zentrum eine alte Eingrabung; Oberfläche sehr uneben mit zahlreichen alten und neuen Tierbauen. | 28921354 | BW   |
| 53° 9′ 56″ N, 9° 28′ 41″ O  | Scheeßel 71, Grabhügel | Groß, rund, mit drei deutlichen Absätzen (von drei übereinander gesetzten Hügeln ?). Dm. Hügel-Fuß 18,35 m, Dm. abgesetzte Kuppe 10,1 m, am südl. Rand der Kuppe H 1,65 m. In allen Stufen Steinkränze sichtbar, besonders von Süd bis Nordwest, auch sonst freiliegende Steine. 1984 durch die Kreisarchäologie mit doppeltem Steinkranz restauriert. Erläuterungstafel vorhanden. | 28921207 | BW   |
| 53° 9′ 53″ N, 9° 28′ 16″ O  | Scheeßel 79, Grabhügel | Durchmesser ca. 10 m und Höhe ca. 0,5 m. Rund, Rand deutlich abgesetzt. Nord-Seite von gepflastertem Fußweg angeschnitten, West-Rand durch unbefestigte Zuwegung zum Spielplatz geschädigt. | 28921231 | BW   |
| 53° 11′ 4″ N, 9° 29′ 34″ O  | Scheeßel 82, Grabhügel | Durchmesser ca. 9 m und Höhe ca. 0,4 m. Rund; Rand deutlich abgesetzt. Zentrale Eingrabung von etwa 3 × 2 m. | 28921222 | BW   |
| 53° 9′ 30″ N, 9° 27′ 52″ O  | Scheeßel 94, Grabhügel | Durchmesser ca. 14 m und Höhe ca. 0,8 – 1 m. Rund. | 28921458 | BW   |

## Westeresch
| Lage                        | Bezeichnung              | Beschreibung | ID       | Bild |
| --------------------------- | ------------------------ | --- | -------- | ---- |
| 53° 11′ 41″ N, 9° 27′ 35″ O | Westeresch 14, Grabhügel | Durchmesser ca. 13 m und Höhe ca. 0,7 m, rund, gewölbt mit abgesetztem Rand. Oberfläche durch Tierbaue zerklüftet.                                                      | 28921387 | BW   |
| 53° 11′ 40″ N, 9° 27′ 36″ O | Westeresch 15, Grabhügel | Durchmesser ca. 13 m und Höhe ca. 0,8 m, annähernd rund; ebenmäßig gewölbt mit abgesetztem Rand. Kuppenmulde; an der Nord-Seite Eingrabung von ca. 2 × 2 m, 0,3 m tief. | 28921617 | BW   |

### Westeresch 5
- ID:28921504
- Gruppe von ehemals mindestens 28 Grabhügeln. Ein großer und ein kleinerer Grabhügel wurden zwischen 1961 und 1980 zerstört, die übrigen sind erhalten. Dm. 2 – 4,5 m und H. 0,3 – 0,7 m; überwiegend rund.

| Lage                        | Bezeichnung   | Beschreibung | ID       | Bild |
| --------------------------- | ------------- | --- | -------- | ---- |
| 53° 11′ 50″ N, 9° 26′ 42″ O | Westeresch 5  | Durchmesser ca. 13 m und Höhe ca. 1 m. Im Süden deutlich abgesetzter Rand zu einer Senke hin. Im Zentrum muldenförmige Eintiefung von 0,6 × 0,5 m; durch Tierbaue zerwühlt. | 28921505 | BW   |
| 53° 11′ 51″ N, 9° 26′ 42″ O | Westeresch 28 | Oval, etwa Nord-Süd orientiert, 8 × 4 m, H. 0,6 m. Tierbaue. | 28921494 | BW   |
| 53° 11′ 51″ N, 9° 26′ 42″ O | Westeresch 29 | Durchmesser ca. 4 m und Höhe ca. 0,3 m, annähernd rund. Tierbaue. Im durch Tierbaue zerklüfteten Gelände kaum erkennbar.                                                    | 28921495 | BW   |
| 53° 11′ 50″ N, 9° 26′ 43″ O | Westeresch 30 | Durchmesser ca. 3 m und Höhe ca. 0,3 m, rund. Tierbaue. Im durch Tierbaue zerklüfteten Gelände kaum erkennbar.                                                              | 28921496 | BW   |
| 53° 11′ 50″ N, 9° 26′ 43″ O | Westeresch 31 | Durchmesser ca. 3 m und Höhe ca. 0,3 m, annähernd rund. Tierbaue. Im durch Tierbaue zerklüfteten Gelände kaum erkennbar.                                                    | 28921509 | BW   |
| 53° 11′ 50″ N, 9° 26′ 44″ O | Westeresch 32 | Oval, etwa Nord-Süd orientiert, ca. 6,5 × 3 m, H. 0,4 m. Durch Tierbaue stark gestört.                                                                                      | 28921513 | BW   |
| 53° 11′ 50″ N, 9° 26′ 44″ O | Westeresch 33 | Durchmesser ca. 3,5 m und Höhe ca. 0,4 m, annähernd rund. Tierbaue. | 28921514 | BW   |
| 53° 11′ 50″ N, 9° 26′ 44″ O | Westeresch 34 | Durchmesser ca. 3,5 m und Höhe ca. 0,4 m, rund. Am Rand Tierbaue. | 28921611 | BW   |
| 53° 11′ 50″ N, 9° 26′ 44″ O | Westeresch 35 | Unförmig; ca. 3,5 × 2,5 m, H. bis 0,5 m. Am Rand Tierbaue. | 28921612 | BW   |
| 53° 11′ 50″ N, 9° 26′ 43″ O | Westeresch 36 | Durchmesser ca. 3,5 m und Höhe ca. 0,3 m, annähernd rund. Tierbaue. | 28921613 | BW   |
| 53° 11′ 50″ N, 9° 26′ 43″ O | Westeresch 37 | Durchmesser ca. 4 m und Höhe ca. 0,3 m, annähernd rund. | 28921388 | BW   |
| 53° 11′ 50″ N, 9° 26′ 42″ O | Westeresch 38 | Durchmesser ca. 4 m und Höhe ca. 0,5 m, annähernd rund. | 28921389 | BW   |
| 53° 11′ 50″ N, 9° 26′ 42″ O | Westeresch 39 | Durchmesser ca. 2,5 m und Höhe ca. 0,4 m, annähernd rund. Am Rand Tierbaue.                                                                                                 | 28921390 | BW   |
| 53° 11′ 50″ N, 9° 26′ 42″ O | Westeresch 40 | Durchmesser ca. 3,5 m und Höhe ca. 0,5 m, annähernd rund. Durch mehrere Tierbaue zerwühlt.                                                                                  | 28921497 | BW   |
| 53° 11′ 50″ N, 9° 26′ 42″ O | Westeresch 41 | Durchmesser ca. 2 m und Höhe ca. 0,4 m, annähernd rund. Nord-Seite eingesunken.                                                                                             | 28921498 | BW   |
| 53° 11′ 49″ N, 9° 26′ 43″ O | Westeresch 42 | Durchmesser ca. 3 m und Höhe ca. 0,5 m, annähernd rund. | 28921499 | BW   |
| 53° 11′ 50″ N, 9° 26′ 43″ O | Westeresch 43 | Unförmig-länglich, etwa West-Ost; ca. 6 × 3,5 m, H. ca. 0,4 m. | 28921515 | BW   |
| 53° 11′ 50″ N, 9° 26′ 44″ O | Westeresch 44 | Durchmesser ca. 4 m und Höhe ca. 0,3 m, annähernd rund. | 28921516 | BW   |
| 53° 11′ 49″ N, 9° 26′ 44″ O | Westeresch 45 | Durchmesser ca. 4,5 m und Höhe ca. 0,4 m, unförmig. Im Nordosten Einkuhlungen.                                                                                              | 28921610 | BW   |
| 53° 11′ 49″ N, 9° 26′ 43″ O | Westeresch 46 | Durchmesser ca. 3,5 m und Höhe ca. 0,5 m, annähernd rund. | 28921488 | BW   |
| 53° 11′ 49″ N, 9° 26′ 44″ O | Westeresch 47 | Durchmesser ca. 4 m und Höhe ca. 0,7 m, annähernd rund. | 28921489 | BW   |
| 53° 11′ 49″ N, 9° 26′ 44″ O | Westeresch 48 | Durchmesser ca. 4 m und Höhe ca. 0,5 m, annähernd rund. Tierbaue. | 28921490 | BW   |
| 53° 11′ 49″ N, 9° 26′ 45″ O | Westeresch 49 | Durchmesser ca. 4,5 m und Höhe ca. 0,4 m, annähernd rund. | 28921491 | BW   |
| 53° 11′ 48″ N, 9° 26′ 45″ O | Westeresch 50 | Durchmesser ca. 4 m und Höhe ca. 0,6 m, annähernd rund. Im Nordosten Grube angrenzend.                                                                                      | 28921492 | BW   |
| 53° 11′ 48″ N, 9° 26′ 44″ O | Westeresch 51 | Durchmesser ca. 3 m und Höhe ca. 0,3 m, annähernd rund. | 28921493 | BW   |
| 53° 11′ 48″ N, 9° 26′ 45″ O | Westeresch 52 | Durchmesser ca. 4,5 m und Höhe ca. 0,6 m, annähernd rund. | 28921487 | BW   |

## Westerholz
| Lage                       | Bezeichnung              | Beschreibung | ID       | Bild |
| -------------------------- | ------------------------ | --- | -------- | ---- |
| 53° 8′ 55″ N, 9° 24′ 45″ O | Westerholz 7, Grabhügel  | Durchmesser ca. 11 m und Höhe ca. 0,4 m, rundlich, flach gewölbt mit auslaufendem Rand. Am Ostrand-Rand einige größere Steine. | 28925876 | BW   |
| 53° 8′ 53″ N, 9° 24′ 46″ O | Westerholz 8, Grabhügel  | Durchmesser ca. 17,5 m und Höhe ca. 1,5 m, rund, gewölbt mit deutlich abgesetztem Rand. Im Zentrum eine muldenförmige Eintiefung; am Ost-Rand Eingrabung von 1 × 1,50 m und 0,20 m Tiefe. West- und Süd-Rand beschädigt bzw. aufgeschoben. | 28925862 | BW   |
| 53° 8′ 51″ N, 9° 24′ 27″ O | Westerholz 23, Grabhügel | | 28925642 | BW   |
| 53° 8′ 50″ N, 9° 24′ 27″ O | Westerholz 24, Grabhügel | | 28925643 | BW   |
| 53° 8′ 50″ N, 9° 23′ 54″ O | Westerholz 29, Grabhügel | Durchmesser ca. 38 m und Höhe ca. 0,8 m, rund, gewölbt mit abgesetzten Rand, West-Hälfte nicht mehr vorhanden, Ost-Hälfte mit abgesetztem Rand.                                                                                            | 28925877 | BW   |

## Wohlsdorf
| Lage                       | Bezeichnung             | Beschreibung | ID       | Bild |
| -------------------------- | ----------------------- | --- | -------- | ---- |
| 53° 8′ 10″ N, 9° 27′ 9″ O  | Wohlsdorf 3, Grabhügel  | Durchmesser ca. 11 m und Höhe ca. 0,4 m, rundlich, schwach gewölbt mit flach auslaufendem Rand; am Hügelfuß im Nordosten umlaufende Bodenvertiefung (vermutlich vom Ausgraben der Kranzsteine); mittig Einsenkung von 1,5 m Dm. | 28925510 | BW   |
| 53° 8′ 11″ N, 9° 27′ 12″ O | Wohlsdorf 4, Grabhügel  | Durchmesser ca. 12,5 m und Höhe ca. 0,7 m, rundlich, Rand deutlich abgesetzt. | 28925512 | BW   |
| 53° 8′ 15″ N, 9° 27′ 7″ O  | Wohlsdorf 6, Grabhügel  | Durchmesser ca. 13,3 m und Höhe ca. 1,5 m, rundlich, teilweise deutlich abgesetzter, sonst auslaufender Rand. Tiefe Eingrabung von der südöstlichen Seite ausgehend bis ins Zentrum, T. ca. 1,8 m. Mittig auf dem Hügel ein fest eingeschlagenes Metallrohr. Der Grabhügel enthielt Bestattungen der jüngeren Stein- und der Bronzezeit. | 28925882 | BW   |
| 53° 8′ 16″ N, 9° 27′ 10″ O | Wohlsdorf 7, Grabhügel  | Durchmesser ca. 13 m und Höhe ca. 0,6 m, rund, schwach gewölbt; Rand auslaufend. Etwa in der Mitte eine sanfte Mulde. | 28925883 | BW   |
| 53° 8′ 8″ N, 9° 27′ 9″ O   | Wohlsdorf 27, Grabhügel | Durchmesser ca. 13 m und Höhe ca. 0,3 m, rund, flach; um den Hügelfuß herum mehrere kleine Vertiefungen (wahrscheinlich Entnahmestellen des Steinkranzes). | 28925635 | BW   |